# У Цзяни
У Цзяни́ (кит. упр. 吴佳妮, пиньинь Wú Jiānī, р.23 апреля 1966) — китайская гимнастка, призёр Олимпийских игр.
У Цзяни родилась в 1966 году в Сучжоу провинции Цзянсу. В 1973 году стала посещать любительскую спортивную школу в Шанхае, в 1976 году вошла в шанхайскую сборную, в 1977 году — в национальную сборную.
В 1981 году У Цзяни завоевала бронзовую медаль чемпионата мира в упражнениях на бревне (и серебряную — в составе команды). В 1982 году она завоевала 3 золотых, 1 серебряную и 1 бронзовую медали Азиатских игр. В 1984 году на Олимпийских играх в Лос-Анджелесе У Цзяни стала обладательницей бронзовой медали в составе команды.
По завершении спортивной карьеры У Цзяни переехала в Канаду, где в 1986 году вышла замуж за прославленного китайского гимнаста Ли Юэцзю; позднее пара переехала в США.